# Gunn (Alberta)
Pour les articles homonymes, voir Gunn.
Gunn est un hameau situé dans la province d'Alberta, dans le centre.